# Cordigliera della Costa (Cile)
La Cordigliera della Costa (in spagnolo Cordillera de la Costa) è una catena montuosa del Cile.

## Descrizione
La Cordigliera si sviluppa lungo la costa pacifica del Cile dall'estremo settentrione del paese, nella regione di Arica-Parinacota fino alla penisola di Taitao nella Regione di Aysén. I rilievi non sono elevati come quelli della più interna Cordigliera delle Ande e sono interrotti da numerose vallate fluviali, da un punto di vista geologico le montagne della Cordigliera della Costa sono più antiche delle Ande.
Le vette più elevate si trovano nella Sierra Vicuña Mackenna a sud della città di Antofagasta dove il monte Vicuña Mackenna raggiunge i 3114 m s.l.m. e il Cerro Curon raggiunge i 3 861 m.. Altri rilievi si trovano nella parte centrale del paese: Michinmahuida (2404 m s.l.m.), Altos de Cantillana (2318 m s.l.m.), El Roble (2222 m), Vizcachas (2108 m) e La Campana (1910 m).